# Karatal
Karatal (rusky Каратал) je řeka ve Almatské oblasti v Kazachstánu. Nad přítokem Uštarak se nazývá Nurtajozek. Je 390 km dlouhá. Povodí má rozlohu 19 100 km².

## Průběh toku
Pramení na svazích Džungarského Alatau a ústí do jezera Balchaš. Na horním toku má horský charakter, na středním a dolním toku protíná rovinu Sedmiříčí.

## Vodní stav
Zdroj vody je převážně ledovcový a sněhový. Zamrzá v prosinci a rozmrzá v březnu.

## Využití
Využívá se na zavlažování. Leží na ní města Taldykorgan a Uštobe.